# Everlaunch
Everlaunch est un groupe allemand de rock alternatif, originaire de Rotenburg, en Wümme. Thorsten Finner (guitare, chant), Patrick Hoke (guitare, chant), Andreas Ott (basse), Sönke Jäger (batterie) et Sebastian Schecker (clavier) forment la formation permanente du groupe depuis l'époque de sa fondation.

## Histoire
En septembre 1999, Patrick Hoke, Thorsten Finner et Andreas Ott se rencontrent en faisant du skate. Ils décident rapidement de former un groupe. Finner et Hoke écrivent des textes, Ott emprunte une basse et le batteur Sönke Jäger est séduit par l'idée via une cassette démo. Leur premier concert a lieu la même année à Rotenburg devant 500 personnes. Peu après, les membres du groupe font la connaissance de Sebastian Schecker, qui leur donne l'idée de louer une propriété vide entre champs et forêt. Dès lors, ils répètent dans la « Butze ». Depuis, Everlaunch joue dans la même formation.
Au cours des années suivantes, les membres du groupe forment leur propre agence de booking et enregistrent le LP [p.a.s.t.] en 2002. Ils y enregistrent tous les styles, de l'alternatif à la britpop, selon leurs préférences. Trois ans plus tard, le groupe sort Plastic Affairs, toujours en solo, et évolue vers l'indie et la pop. Finner s'occupe de tous les artworks, Ott devient comptable, Hoke s'occupe des relations publiques, Schecker devient technicien live et Jäger conduit le groupe de concert en concert dans son bus VW. Leur voyage les conduisent également en Pologne, où ils partagent la scène et les applaudissements avec les Beatsteaks au Rockowy Festival. Lors d'un concert de soutien pour Eskobar, Everlaunch monte directement sur scène sans faire de balance, dans le club Intensivstation de Hanovre, leur backstage se trouvait sous une maison close et à Thannhausen, ils jouent devant une poignée de personnes dans une immense salle. Ils se produisent régulièrement au « Padam » à Riepe.
Lors d'un de leurs concerts, l'organisateur Folkert Koopmans découvre le groupe, et c'est ainsi qu'Everlaunch joue au festival Hurricane/Southside en 2006. Début 2007, le premier vrai album Suburban Grace, avec des cordes, des synthés et des sons de claviers, est réalisé dans les studios hambourgeois M.O.B, Karo et VOX avec le producteur Michael Hagel (Kettcar, Grönemeyer). Michael Hagel est rejoint par Timo Dorsch en tant que producteur du groupe. Heiko Wessels (mightytunes) devient bookeur, Edition Mightytunes/Budde Music Berlin devient maison d'édition et Folkert Koopmans (FKP Scorpio) invite de nouveau le groupe au Hurricane Festival en été 2009 et l'envoie également au Southside, Area4 et au Highfield Festival. En février de la même année, le concert d'Oasis à Düsseldorf est reporté en raison d'une laryngite de Liam Gallagher et est un nouveau soutien recherché. On s'adresse à MCT et au bookeur Christopher Brosch et le groupe est engagé. Everlaunch se produit le 4 février 2009 devant 9 000 spectateurs.

## Discographie

### Albums studio
- 2002 : [p.a.s.t.]
- 2005 : Plastic Affairs
- 2006 : Goodband Promo
- 2009 : Suburban Grace
- 2012 : Number One

### Clips
- Seesaw
- Run, Run, Run
- Picturefreak
- Speed of Light
- Hurricane
- Fray Your Senses (feat. Valentine Romanski)